# Marginale toetsing
Onder marginale toetsing wordt verstaan de beoordeling van een beslissing, waarbij wordt getoetst of de beslissing in redelijkheid, gelet op de daarbij betrokken belangen, had mogen worden genomen. De marginale toetsing beperkt zich tot een toets op aperte onredelijkheid (‘niet in redelijkheid kunnen komen tot ...’).
Marginale toetsing komt voor op alle rechtsterreinen (bestuursrecht, civiel recht, strafrecht). Het is de meest beperkte toetsing. Daartegenover staat integrale (= volle) toetsing.

## ... in het bestuursrecht
In de uitspraak van 9 mei 1996 (Maxis en Praxis) had de Afdeling bestuursrechtspraak van de Raad van State ("de Afdeling") al uitgemaakt dat de bestuursrechter alleen nog maar "zeer marginaal mag toetsen". Er ontstonden tussenvormen (... "terughoudende toetsing", "indringender toetsing", ...). De aard en omvang van de toetsing ('glijdende schaal') is onderwerp van discussie. De Raad van State vermeldde in het Jaarverslag 2017:
In het jaarverslag 2016 is al melding gemaakt van de indringender toetsing door de bestuursrechter. Zoals in de literatuur niet onopgemerkt is gebleven, heeft dat er mede toe geleid dat de Afdeling bestuursrechtspraak is afgestapt van het gebruik van de term ‘marginale toetsing’, die een te vrijblijvende opstelling van de rechter suggereert. De termen ‘beleidsvrijheid’ en ‘beoordelingsvrijheid’ zijn vervangen door ‘beleidsruimte’ en ‘beoordelingsruimte’, met als overkoepelende term ‘beslissingsruimte’.
Door de termen 'marginale toetsing' en 'vrijheid' in de ban te doen vermijdt de Afdeling de indruk dat een rechtsvrije ruimte voor besluitvorming door het bestuur bestaat.
In hun conclusie d.d. 7 juli 2021 stelden de staatsraden advocaat-generaal Widdershoven en Wattel — verwijzend naar de Maxis-Praxis-maatstaf — voorop dat de bestuursrechter bij de toetsing aan artikel 3:4, tweede lid, van de Algemene wet bestuursrecht (Awb) en de motivering van het resultaat daarvan, niet beoordeelt of het bestuursorgaan bij afweging van de betrokken belangen in redelijkheid wel of niet tot het besluit heeft kunnen komen, maar bij voorkeur (rechtstreeks) moet aansluiten bij de bewoordingen van artikel 3:4, tweede lid, van de Awb, waarbij is bepaald dat de voor een of meer belanghebbenden nadelige gevolgen van een besluit niet onevenredig mogen zijn in verhouding tot de met het besluit te dienen doelen.
Hun conclusie is door de Afdeling onderschreven in de Harderwijk-uitspraak d.d. 2 februari 2022 (Woningsluiting Harderwijk).
Widdershoven en Wattel deden (sub 0.6) de aanbeveling:
Bij de toetsing van evenredigheid moet de rechter afscheid nemen van het twee-extremen-systeem (marginaal/terughoudend of vol/indringend) en kiezen voor een systeem waarin de toetsingsintensiteit traploos meeglijdt met het gewicht van de betrokken algemene en particuliere belangen, de mate van aantasting van grondrechten en de omstandigheden van het geval.
Waar algemeen verbindende voorschriften — of (bij uitzondering) formele wetten — worden getoest hebben de exceptieve toetsing en de rechtstreekse toetsing de marginale toetsing als rechtsgrondslag verdrongen.
Marginale toetsing kan een wettelijk voorschrift zijn. Zo bepaalt de Wet op de rechterlijke organisatie in de artikelen 39 en 108, dat "[d]e Hoge Raad beoordeelt of de Kroon in redelijkheid tot het oordeel heeft kunnen komen dat ...".

## ... in het civiele recht
Ook in het civiele recht wordt marginaal getoetst. In diverse wetten is marginale toetsing zelfs uitdrukkelijk voorgeschreven. In het arrest d.d. 18 mei 2018 (OR vs. Holland Casino) bijvoorbeeld overwoog de Hoge Raad:
3.4.2 Op grond van art. 26 lid 4 WOR kan de ondernemingsraad uitsluitend beroep tegen het besluit van de ondernemer instellen bij de ondernemingskamer op de grond dat de ondernemer bij afweging van de betrokken belangen niet in redelijkheid tot zijn besluit had kunnen komen.
De ondernemer is gehouden om bij zijn besluitvormingsproces alle kenbare bij de onderneming betrokken gerechtvaardigde belangen te betrekken. Het betreft hier een door de ondernemingskamer te verrichten marginale toetsing van de besluitvorming van de ondernemer. De ondernemingskamer gaat slechts na of de ondernemer bij afweging van de betrokken belangen in redelijkheid tot zijn besluit heeft kunnen komen. Zij laat daarbij aan de ondernemer beleidsvrijheid.
3.4.3 Uit [...] de bestreden uitspraak blijkt dat de ondernemingskamer de uit art. 26 lid 4 WOR voortvloeiende marginale toets heeft verricht door te onderzoeken of Holland Casino zich in redelijkheid op het standpunt heeft kunnen stellen dat de belangen van de bij Holland Casino betrokkenen niet aan omvorming in de weg staan. Hetzelfde geldt voor haar beantwoording [...] van de vraag of Holland Casino de (belangen gemoeid met de) mogelijke toekomstige privatisering bij haar besluitvorming buiten beschouwing mocht laten.
Met inachtneming van de marginale toets die de ondernemingskamer bij de beoordeling van het bestreden besluit dient te verrichten, kan van het oordeel van de ondernemingskamer niet worden gezegd dat het onbegrijpelijk is of onvoldoende gemotiveerd.
In dat arrest toetste de Hoge Raad integraal (!) hoe de ondernemingskamer marginaal (!) had getoetst. Het is slechts één voorbeeld.

## ... in het strafrecht
In het strafrecht is marginale toetsing soms wettelijk voorgeschreven. Zie zoal de artikelen 6:2:18 lid 6 en 6:6:9 lid 1 van het Wetboek van Strafvordering.
Ook buitenwettelijk wordt marginaal getoetst. In het arrest d.d. 21 april 2020 (Koffie-euthanasie. Euthanasie op demente patiënt) beoordeelde de Hoge Raad de marginale toetsing door de rechtbank van de vraag "of de arts in redelijkheid tot de conclusie kon komen dat sprake was van ondraaglijk lijden". De Hoge Raad oordeelde van wel. Ook dat is slechts één voorbeeld van (integrale toetsing van) marginale toetsing.

## Rechtspraak
Bestuursrecht
- Raad van State 9 mei 1996, H01.95.0337, ECLI:NL:RVS:1996:ZF2153 (Maxis en Praxis).

- Raad van State 7 juli 2021, 202006932/3/A3, 202002668/2/A3 en 202000475/2/A3, ECLI:NL:RVS:2021:1468 (Conclusie A-G Widdershoven en A-G Wattel).

- Raad van State 2 februari 2022, 202002668/1/A3, ECLI:NL:RVS:2022:285 (Woningsluiting Harderwijk).

Civiel recht
- Hoge Raad 18 mei 2018, 17/02136, ECLI:NL:HR:2018:725 (OR Holland Casino).

Strafrecht
- Hoge Raad 21 april 2020, 19/04910 CW, ECLI:NL:HR:2020:712 (Koffie-euthanasie. Euthanasie op demente patiënt).

## Voetnoten
1. 1 2  ECLI:NL:RVS:1996:ZF2153
2. ↑  Tak 2005, p. 41.
3. ↑  De Waard 2016.
4. ↑  Zie uitvoerig over Maxis Praxis, De Waard 2016.[3]
5. ↑  Ortlep, R. en Zorg, W.S. 2018.
6. ↑  Raad van State 2017, p. 61.
7. ↑  Raad van State 2016, p. 60-62.
8. ↑  Marseille 2019, p. 241.
9. ↑  ECLI:NL:RVS:2021:1468; Raad van State, "Aanbeveling aan bestuursrechter: pas rechterlijke evenredigheidstoets aan", 7 juli 2021. Geraadpleegd op 14 september 2024.
10. ↑  ECLI:NL:RVS:2022:285; Raad van State, "Afdeling bestuursrechtspraak werkt evenredigheidsbeginsel verder uit", 2 februari 2022. Geraadpleegd op 14 september 2024.
11. ↑  Voorbeelden zijn: art. 21 lid 4 Elektriciteitswet 1998; art. 7a lid 3 Gaswet; art. 217 lid 5 Pensioenwet; art. 19a lid 2 Uitvoeringswet huurprijzen woonruimte; art. 8a.4.3. lid 3 en lid 4 WEB; art. 26 lid 4 WOR; enz.
12. ↑  ECLI:NL:HR:2018:725
13. ↑  Andere voorbeelden zijn: artikel 28 lid 4 Overleveringswet, artikel 2 lid 2 Uitvoeringswet Overeenkomst tussen Europese Unie en Republiek IJsland en Koninkrijk Noorwegen (procedures overlevering), ...
14. ↑  ECLI:NL:HR:2020:712